# Englischer Bürgerkrieg
Bischofskriege – Schottischer Bürgerkrieg – Irische Konföderationskriege – Rückeroberung Irlands – Englischer Bürgerkrieg

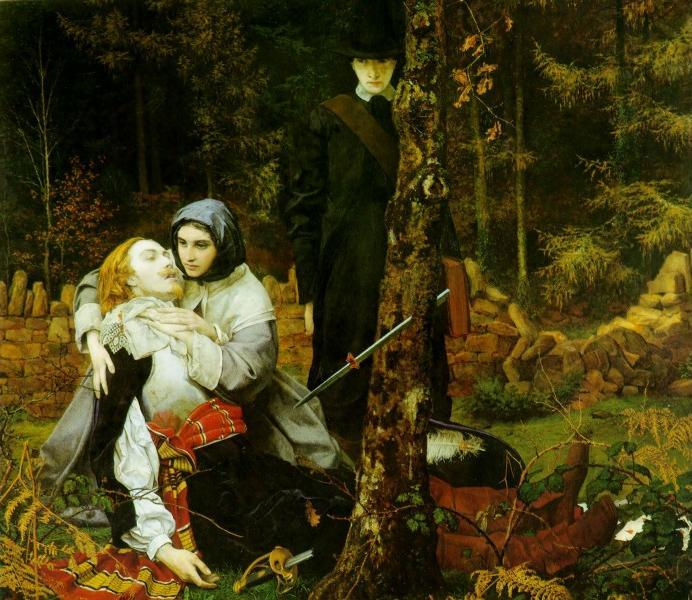
Allegorie des Englischen Bürgerkriegs von William Shakespeare Burton (1855).
Ein Royalist liegt verwundet am Boden, ein Puritaner in Schwarz steht im Hintergrund.

Der Englische Bürgerkrieg (englisch English Civil War) wurde von 1642 bis 1649 zwischen den Anhängern König Karls I. von England („Cavaliers“) und jenen des englischen Parlaments („Roundheads“) ausgetragen. In ihm entluden sich nicht nur die Spannungen zwischen dem absolutistisch gesinnten König und dem Unterhaus, sondern auch die Gegensätze zwischen Anglikanern, Puritanern, Presbyterianern und Katholiken. Der Krieg endete mit der Hinrichtung des Königs, der zeitweiligen Abschaffung der Monarchie und der Errichtung einer Republik in England. In einem größeren Zusammenhang spricht man von den Kriegen der Drei Königreiche (England, Schottland und Irland), die sich über den Zeitraum von 1639 bis 1651 erstreckten.

## Ursachen des Bürgerkriegs

### Religiöse und dynastische Entwicklungen

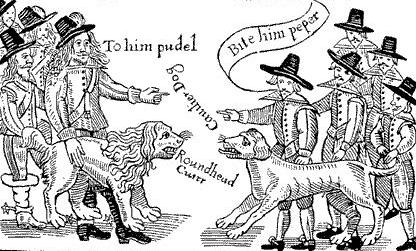
Zeitgenössische Karikatur zum Englischen Bürgerkrieg

Unter König Heinrich VIII. hatte sich England im Jahre 1534 durch die Gründung der Anglikanischen Staatskirche von der Katholischen Kirche getrennt. Nachdem Königin Maria I. Tudor mit dem Versuch einer Rekatholisierung des Landes gescheitert war, kam es unter ihrer Nachfolgerin Elisabeth I. zu einer Festigung der Anglikanischen Staatskirche. Da sich deren Lehre in den Augen vieler Engländer jedoch kaum vom Katholizismus unterschied, erfuhren in der zweiten Hälfte des 16. Jahrhunderts die radikal-calvinistischen Puritaner starken Zulauf.
Nach dem Tod der kinderlosen Elisabeth fiel die englische Krone durch Erbschaft an König Jakob VI. von Schottland. Als Jakob I. vereinte er 1603 beide Länder in Personalunion und bezeichnete sich seit 1604 als König von Großbritannien. Anders als seine katholische Mutter, die 1587 auf Betreiben beider Häuser des Parlamentes wegen wiederholter Verschwörungen gegen Elisabeth I. hingerichtete Maria Stuart, war Jakob zwar ein überzeugter Protestant, der stark vom in Schottland vorherrschenden Calvinismus geprägt war. Zugleich aber war er ein überzeugter Anhänger der Idee des „Divine Right of Kings“, des gottgegebenen Herrschaftsrechts. Die Überzeugung, dass die Könige ihre Herrschaft einzig der Gnade Gottes verdankten und daher auch nur ihm allein Rechenschaft schuldeten, brachte das Stuartkönigtum von Beginn an in einen Gegensatz zum englischen Regierungssystem, das damals bereits seit etwa 300 Jahren eine begrenzte Mitwirkung des Parlaments an den Staatsgeschäften kannte. Im Laufe des 17. Jahrhunderts setzte sich in den politisch und wirtschaftlich tonangebenden Schichten Englands immer mehr die Überzeugung durch, auch das Königtum sei nur ein von Menschen verliehenes Amt, der König also nicht völlig frei in seinen Entscheidungen und Handlungen, sondern eingebunden in die traditionelle Verfassungsordnung.

### England unter Jakob I.
Jakob I. stützte sich als König Englands auf die anglikanische Staatskirche, deren Bischöfe mehrheitlich ebenfalls vom Gottesgnadentum der Könige überzeugt waren. Zugleich lehnte sie die puritanische Lehre ab, die dem König das Recht absprach, seine Untertanen in Gewissensfragen einem Zwang auszusetzen. Als die anglikanische Bischofskonferenz 1604 sowohl den puritanischen als auch den katholischen Glauben verdammte, verschärften sich die religiösen Spannungen in England. Im November 1605 planten katholische Edelleute um Guy Fawkes in der sogenannten Pulververschwörung die Ermordung Jakobs I. und sämtlicher Parlamentarier. Der Anschlag wurde nur durch einen Zufall vereitelt. Dies führte zu einer kurzzeitigen Annäherung zwischen König und Parlament. Langfristig erwies es sich aber als folgenreicher, dass Jakob I. weiterhin absolutistische Tendenzen erkennen ließ und dass der Katholizismus fortan von weiten Teilen der Gentry (Landadel) und des protestantischen Besitzbürgertums als suspekt und staatsfeindlich angesehen wurde.

Die Vorstellung von einem göttlich legitimierten Königtum, das keiner irdischen Macht und somit auch nicht dem Parlament verpflichtet sei, prägte Jakobs Politik. So ermöglichte er den Kauf von Titeln, was auf die Schwächung des niederen Adels abzielte. Die friedliche Haltung des Königs gegenüber der katholischen Großmacht Spanien ließ sein Ansehen weiter sinken. Im Parlament formierte sich eine Opposition gegen den König, die vor allem aus Angehörigen der Gentry und des Bürgertums bestand und auf die Wahrung der parlamentarischen Rechte bedacht war. Als folgenschwer erwies sich auch die massive Ansiedlung von englischen und schottischen Siedlern unter Jakob I. im irischen Ulster. Obwohl sich Irland seit dem späten 12. Jahrhundert unter englischer Oberhoheit befand und seit 1542 offiziell der englischen Krone unterstellt war, hatte sich der katholische Glaube dort gehalten. Der Neunjährige Krieg in Irland (1594–1603) zeigte, dass auch in diesem Teil der englischen Machtsphäre ein großes Konfliktpotential herrschte.

### England unter Karl I.
Als Jakob I. 1625 starb, folgte ihm sein Sohn Karl I. auf die Throne Englands, Schottlands und Irlands. Dessen Vermählung mit der katholischen Henrietta Maria de Bourbon, der Tochter König Heinrichs IV. von Frankreich, machte ihn insbesondere bei den Puritanern unbeliebt. Dazu kam, dass Karl I. noch stärker als sein Vater auf das göttliche Recht der Könige pochte und eine Aussöhnung mit der katholischen Kirche anstrebte. So kam es, dass das Parlament, in dem zahlreiche Puritaner vertreten waren, ihm die sogenannten Schiffsgelder, d. h. die Hafenzölle, die eine der wichtigsten Einnahmequellen des englischen Königtums waren, nur für ein Jahr bewilligte, anstatt für seine gesamte Regierungszeit, wie es bis dahin nach der Thronbesteigung eines neuen Königs üblich gewesen war. Das Parlament wollte damit seine erneute Einberufung nach Ablauf des Jahres erzwingen und sich damit die Möglichkeit sichern, weiterhin Einfluss auf die Regierungstätigkeit des Königs zu nehmen. Als es sich zudem anschickte, ein Amtsenthebungsverfahren gegen den
Herzog von Buckingham einzuleiten, den Vertrauten und führenden Minister des Königs, der die französische Heirat vermittelt hatte, löste Karl I. das Unterhaus 1626 auf.
Englands kurzfristiges Engagement im Dreißigjährigen Krieg gegen Spanien und zugunsten von Karls Schwager Friedrich V. von der Pfalz (Englisch-Spanischer Krieg von 1625 bis 1630) hatten die königlichen Finanzmittel weitgehend erschöpft. Neue Gelder konnte nur das Parlament bewilligen, so dass sich Karl I. 1628 gezwungen sah, das Unterhaus erneut einzuberufen. Damals wurde auch sein späterer Gegner Oliver Cromwell erstmals ins Parlament gewählt. Die Abgeordneten machten die Bewilligung der Mittel von der Annahme der Petition of Right durch den König abhängig. Darin forderten sie unter anderem seinen Verzicht auf Steuererhebungen ohne ihre Einwilligung und den Schutz vor willkürlichen Verhaftungen. Der König unterschrieb die Petition, hielt sich nach der Bewilligung der Finanzmittel aber nicht an die Forderungen und regierte im gleichen Stil weiter wie zuvor. Er beendete die kostspieligen militärischen Engagements in Europa, erhob willkürlich Steuern aus eigener Machtvollkommenheit, ließ Zahlungsunwillige verhaften und berief für die nächsten 11 Jahre kein Parlament mehr ein.
Bis 1640 regierte Karl I. de facto wie ein absolutistischer Herrscher. Er ließ seine politischen und religiösen Gegner verfolgen, wovon vor allem die Puritaner betroffen waren. Dabei stützte er sich auf Berater wie Thomas Wentworth, den späteren Earl of Strafford, und William Laud, den Erzbischof von Canterbury. Wentworth, ehemals Abgeordneter des Unterhauses, wurde 1632 zum Lord Deputy in Irland ernannt, wo er mit einer harten, zugleich pro-katholischen Politik die Lage beruhigte. Erzbischof Laud strebte nach einer einheitlichen, anglikanischen Kirchenverfassung, die auch das überwiegend presbyterianische Schottland einschließen sollte.

### Der Weg zum Bürgerkrieg
Die presbyterianischen Schotten, die sich im Covenant with God, dem „Bund mit Gott“, zusammengeschlossen hatten, schritten 1638 zum Aufstand gegen Lauds Pläne. Karl I. beorderte 1639 Wentworth aus Irland zurück, ernannte ihn zum Earl of Strafford und befahl ihm, den Aufstand niederzuschlagen. Strafford scheiterte jedoch, während die Kosten für die sogenannten Bischofskriege stark anstiegen. Dadurch sah sich Karl I. 1640 dazu gezwungen, das Parlament einzuberufen und es um neue Finanzmittel zu bitten. Da die Abgeordneten aber Karls Herrschaft im Allgemeinen und sein militärisches Vorgehen gegen Schottland im Besonderen kritisierten, ließ der König das Parlament nach wenigen Wochen wieder auflösen. Man spricht daher vom Kurzen Parlament. Weitere englische Misserfolge im Kampf gegen die Schotten zwangen Karl I. noch im selben Jahr dazu, das Parlament erneut einzuberufen. Die Versammlung, die als Langes Parlament in die Geschichte eingehen sollte, wurde von den Puritanern unter der Führung von John Pym dominiert.

Um eine Wiederholung der Vorgänge von 1628/29 zu verhindern, zwang das Parlament Karl I. sofort zu entscheidenden Zugeständnissen. So musste er einwilligen, dass seinem engsten Berater Strafford der Prozess gemacht und er wegen Hochverrats 1641 hingerichtet wurde. Die irischen Katholiken befürchteten nun das Ende der ihnen entgegenkommenden Politik Straffords und eine gewaltsame Anglikanisierung. So kam es 1641 zur offenen Rebellion, der zahlreiche protestantische englische und schottische Siedler zum Opfer fielen.

Zur Niederschlagung der Katholiken in Irland war die große Mehrheit der Abgeordneten sofort bereit, Gelder zu bewilligen. Vor allem die Puritaner unter ihnen befürchteten aber, dass Karl I. die anzuwerbenden Truppen zur Festigung seiner Macht in England benutzen könne. Unter der Führung von John Pym versuchten sie daher, dem König das Kommando über die Truppen zu entziehen und es Männern zu übertragen, die das Vertrauen des Parlaments besaßen. Diesem Vorhaben aber stellte sich eine starke Minderheit von Abgeordneten entgegen, die in der Exekutivgewalt ein geheiligtes Vorrecht des Königs sah. Zur Begründung seines Vorhabens brachte Pym die sogenannte Große Remonstranz – die große Vorhaltung – ins Unterhaus ein. Diese Beschwerdeschrift, die dem König vorgelegt werden sollte, listete alle Verfehlungen auf, die seine Regierung aus Sicht des Parlaments seit 1625 begangen hatte. Zudem leitete sie politische Forderungen aus diesen Verfehlungen ab, darunter – erstmals in der Geschichte Englands – die nach einer parlamentarischen Kontrolle der Regierung. Die Remonstranz wurde erst nach langer, hitziger Debatte und nur mit knapper Mehrheit angenommen. Es zeigte sich, dass die darin enthaltenen Forderungen vielen Abgeordneten zu weit gingen. Im Streit um das Kommando über die Armee und um die Große Remonstranz wurde erstmals die Bruchlinie des kommenden Bürgerkriegs erkennbar, nämlich die zwischen den Gegnern und den Befürworten der Idee des Divine Right of Kings.
Da sich im Parlament die ersten Konturen einer königstreuen Partei abgezeichnet hatten, fühlte sich Karl I. in seiner Stellung so gestärkt, dass er im Januar 1642 den Versuch eines Staatsstreichs unternahm: Er erschien an der Spitze von 400 Bewaffneten im Unterhaus, um fünf ihm feindlich gesinnte Parlamentarier zu verhaften, darunter John Pym, John Hampden und Arthur Haselrig. Der Versuch misslang, da alle fünf noch rechtzeitig hatten fliehen können. Karl I. hatte mit seiner Aktion die Rechte des Parlaments eklatant verletzt und einen klaren Verfassungsbruch begangen, der unter der Londoner Bevölkerung helle Empörung auslöste. Karl sah sich gezwungen, die Stadt zu verlassen. Er ging nach Oxford, um seine Anhänger um sich zu scharen. Das Unterhaus leitete nun die Aufstellung einer Armee in die Wege, um den Royalisten begegnen zu können.

## Kriegsverlauf

### Royalistische Anfangserfolge

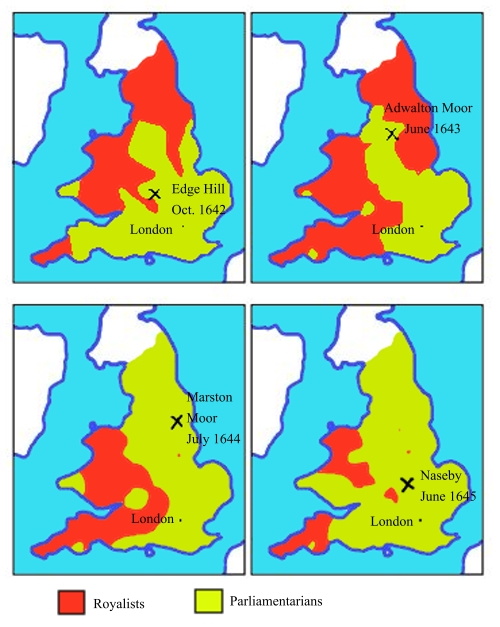
Frontverläufe 1642 bis 1645

Nach dem Ausbruch des Bürgerkriegs ergriff man in großen Teilen von Wales, in Cornwall und im Nordosten Englands Partei für den König. Während man die königstreuen Engländer als „Cavaliers“ („Reiter“) bezeichnete, wurden die Anhänger des Parlaments als „Roundheads“ (aufgrund ihres meist kurzen Haarschnitts) bekannt. Einige Regionen versuchten zunächst, sich neutral zu verhalten, was jedoch nicht dauerhaft gelang. Zur ersten größeren Kampfhandlung des Englischen Bürgerkriegs kam es mit der Belagerung von Kingston upon Hull durch den royalistischen William Cavendish, 1. Earl of Newcastle, die am 11. Oktober 1642 abgebrochen werden musste. Das im Nordosten gelegene Hull wurde fortan von den Parlamentariern als möglicher Ausgangspunkt für die Eroberung von Yorkshire in Betracht gezogen. Am 23. Oktober kam es bei Edgehill zu einer Feldschlacht zwischen den Konfliktparteien. Der unklare Ausgang der Schlacht hatte keinen Einfluss auf den weiteren Vormarsch der royalistischen Cavaliers, denen bald darauf die Einnahme Oxfords gelang. Es bestand nun für die parlamentarischen Roundheads die unmittelbare Gefahr eines Vormarsches der königstreuen Truppen gegen London. Der in parlamentarischen Diensten stehende General Skippon stellte ein Heer mit einer Stärke von über 20.000 Mann auf und ließ London befestigen. Skippons Truppen stellten sich den Cavaliers am 13. November 1642 entgegen, doch zogen Letztere ab, ohne dass es zu nennenswerten Kampfhandlungen gekommen wäre.

Im Jahre 1643 ergriffen die Schotten Partei für die Roundheads, während die Cavaliers von Cornwall ausgehend militärisch deutlich aktiver wurden. Unter Sir Ralph Hopton eroberten royalistische Truppen Devon, Dorset und Somerset. Hoptons Truppen vereinten sich im Juli mit denen des königlichen Reitergenerals Ruprecht von der Pfalz, einem Sohn Friedrichs V. Gemeinsam unternahmen sie einen Angriff auf Bristol, der am 26. Juli begann und nach hohen Verlusten mit der Einnahme der Stadt endete. Am 9. August begannen die Cavaliers mit der Belagerung von Gloucester, welches sich inmitten von royalistisch kontrolliertem Gebiet befand. Als ein Entsatzheer unter Robert Devereux, 3. Earl of Essex eintraf, zogen sich die Royalisten am 5. September zurück. Am 20. September kam es schließlich bei Newbury zu einer Schlacht zwischen den beiden Heeren, die keinen klaren Sieger hervorbrachte.

### Die entscheidende Kriegsphase
Das Kriegsjahr 1644 begann mit der Belagerung von Nantwich durch irische Truppen unter dem royalistischen General Byron, die jedoch am 25. Januar durch parlamentarische Truppen unter Sir Thomas Fairfax beendet wurde. Um das von den Roundheads belagerte York zu entlasten, traf Ruprecht vor der Stadt ein und zwang die Parlamentarier und ihre schottischen Verbündeten am 2. Juli zu einer offenen Feldschlacht bei Marston Moor. Die Schlacht endete mit einer schweren Niederlage für die Royalisten, welche die Kontrolle über Nordengland verloren. Auf dem südwestlichen Kriegsschauplatz unternahm der Earl of Essex einen tiefen Vorstoß in royalistisches Gebiet, bis er am 1. September bei Lostwithiel in Cornwall in einen Hinterhalt gelockt und besiegt wurde. Die Schlacht bei Lostwithiel stellte den letzten größeren Erfolg der Royalisten dar. Anstatt den Ausgang der Schlacht zu weiteren militärischen Unternehmungen zu nutzen, zog sich Karl I. mit seinen Truppen nach Oxford zurück.

Entscheidend für den weiteren Kriegsverlauf wurde die Aufstellung der New Model Army unter Fairfax und Cromwell, die im Winter 1644 begann und bis zum Januar 1645 abgeschlossen war. Oliver Cromwell hatte 1643 eine Kavallerieeinheit aufgestellt, die überwiegend aus fanatischen Puritanern bestand und deren Mitglieder als „Ironsides“ bekannt wurden. Cromwell übernahm in der ebenfalls überwiegend aus radikalen Puritanern bestehenden New Model Army den Oberbefehl über die Reiterei. Die für damalige Verhältnisse modern ausgerüstete und kämpfende Armee fügte den Truppen Karls I. am 14. Juni 1645 in der Schlacht von Naseby eine schwere Niederlage zu. Am 10. Juli folgte eine weitere Niederlage der Cavaliers in der Schlacht bei Langport. Bis zum Herbst eroberten die Roundheads wichtige Stützpunkte wie etwa Bristol zurück. Dabei kam es beim Basing House in Hampshire zu einem besonders grausamen Vorfall. Das auch als „Loyalty House“ bekannte, von Royalisten verteidigte Anwesen hatte mit seinen provisorisch errichteten Bastionen 1643 und 1644 mehreren Belagerungen standgehalten. Es bot zahlreichen auf parlamentarischer Seite verhassten Menschen Zuflucht, wie etwa Katholiken und Angehörigen des Hochadels. Am 14. Oktober 1645 schossen die Roundheads das Basing House sturmreif. Ein puritanischer Prediger bezeichnete die Verteidiger des Anwesens als „gotteslästerliches Ungeziefer“ und forderte ihre Vernichtung. Bei der Erstürmung des Basing House durch die siegreichen Roundheads wurden nur wenige Menschen verschont.

Zu Beginn des Jahres 1646 befanden sich die Royalisten eindeutig in der Defensive. Parlamentarische und schottische Truppen begannen mit der Belagerung von Newark-on-Trent, der letzten von Royalisten gehaltenen Stadt in Nordengland. Am 8. Mai ergab sich die Garnison der Stadt. Im selben Monat begann die Belagerung Oxfords durch die Roundheads, wohin sich Karl I. nach der Schlacht von Naseby zurückgezogen hatte. Bevor sich der Belagerungsring um Oxford geschlossen hatte, gelang ihm die Flucht. Er begab sich nach Newcastle, wo ihm schottische Truppen Schutz gewährten. Von dort aus erging am 16. Juni 1646 sein Befehl an alle noch existenten royalistischen Garnisonen, ihre Waffen niederzulegen.

### Der zweite Bürgerkrieg
Die Schotten lieferten Karl I. 1647 an das englische Parlament aus. Spannungen zwischen der Armee und dem Parlament nutzte Karl nach wenigen Monaten in Gefangenschaft aus, um die Schotten vom Übertritt auf seine Seite zu überzeugen. Im Juli 1648 kam es in England zu royalistischen Aufständen, während schottische Kämpfer in englisches Territorium einfielen. Unter Oliver Cromwell wurden die Schotten in der Schlacht bei Preston entscheidend geschlagen, während royalistische Ortschaften wieder unter Kontrolle des Parlaments gebracht werden konnten. Der Englische Bürgerkrieg wurde somit beendet. Lediglich in Irland leisteten Aufständische unter James Butler, 1. Duke of Ormonde weiterhin Widerstand gegen die Roundheads. Durch seine militärischen Erfolge und Unterstützung durch das finanziell gut ausgestattete Bürgertum war Cromwells Einfluss inzwischen stark gewachsen. Cromwell beauftragte die Armee mit der Festnahme diverser presbyterianischer und königstreuer Abgeordneter. Zudem wurde vielen Abgeordneten der Zutritt zum Parlament verweigert (das sogenannte Pride’s Purge). Das so entstandene Rumpfparlament ordnete auf Betreiben Cromwells einen Prozess gegen Karl I. an. Karl I. wurde am 26. Januar 1649 zum Tode verurteilt (59 Mitglieder des High Court unterzeichneten das Urteil) und am 30. Januar 1649 enthauptet.

## Die Strafzüge Cromwells

### Die Unterwerfung Irlands
In direktem Zusammenhang mit den Ereignissen des Englischen Bürgerkriegs stehen die Strafzüge Cromwells gegen Irland und Schottland, die er nach der Hinrichtung Karls I. unternahm. Richtete sich der 1641 ausgebrochene Aufstand der irischen Katholiken zunächst gegen sämtliche englischen Siedler, verbündeten sie sich im weiteren Verlauf des Kriegs notgedrungen mit den englischen Royalisten und seit dem „zweiten“ Bürgerkrieg zusätzlich mit den presbyterianischen Schotten. Nach dem Sieg des Parlaments über die Krone wollte Cromwell die Herrschaft der englischen Republik auch in Irland durchsetzen und dabei ein Exempel an den Aufständischen statuieren. Bis 1649 war es dem royalistischen James Butler, 1. Duke of Ormonde gelungen, mit irischer Hilfe die Parlamentarier auf wenige Stützpunkte zurückzudrängen. Nur die Region Ulster und Dublin konnten für die englische Republik gehalten werden. Die aufständischen Iren waren jedoch schlecht ausgerüstet und meist schwach organisiert. Kompensiert wurde dies teilweise durch das militärische Wissen, das sich zahlreiche Iren als Söldner auf dem europäischen Festland angeeignet hatten. Auch im Errichten von Befestigungsanlagen waren die Iren ihren Gegnern mindestens ebenbürtig, jedoch fehlte es ihnen an Schießpulver.

Als im August Oliver Cromwell mit seinen Truppen in Irland eintraf, änderte sich die Lage äußerst schnell. Die Belagerung Dublins durch Iren und Royalisten wurde gewaltsam beendet, während Cromwells Truppen am 9. September mit dem Angriff auf Drogheda an der irischen Ostküste begannen. Am 11. September gelang ihnen die Einnahme der Stadt, worauf ein Blutbad folgte. Sämtliche Bewohner Droghedas wurden umgebracht oder deportiert. Danach zog Cromwells Heer weiter nach Süden, bis es am 11. Oktober die Küstenstadt Wexford eroberte und dort ebenfalls die Bevölkerung tötete oder verschleppte. Vor dem Hintergrund dieses brutal geführten Feldzugs schlugen sich Städte wie Cork und Youghal auf die parlamentarische Seite, um ihrer Zerstörung zu entgehen. Der Angriff auf Kilkenny blieb erfolglos und forderte zahlreiche Todesopfer, so dass Cromwell mit der Garnison Verhandlungen aufnahm und ihr am 28. März 1650 freien Abzug gewährte. Im Mai unternahmen Cromwells Truppen mehrere erfolglose Sturmangriffe auf die Stadt Clonmel, das von irischen Aufständischen unter Hugh Dubh O’Neill verteidigt wurde. Als die Iren ihre gesamte Munition verschossen hatten, verließen sie im Schutz der Nacht die Stadt, so dass die Roundheads am nächsten Tag einrücken konnten. Aufgrund der Lage in Schottland verließ Cromwell kurze Zeit später Irland und ließ ein größeres Truppenkontingent unter dem Kommando seines Schwiegersohns Henry Ireton zurück. Diese Truppen brachen den restlichen irischen Widerstand. Am 21. Juni wurden die aufständischen Iren bei der Schlacht von Scarrifholis geschlagen und am 10. August die Kapitulation ihres Stützpunktes in Waterford erzwungen. Der Feldzug wurde 1651 fortgeführt und gegen Limerick gerichtet. Die von O’Neill verteidigte Stadt kapitulierte am 27. Oktober nach der Zusicherung des freien Abzugs. Bis 1652 leisteten die Iren noch vereinzelt Widerstand, doch befand sich Irland zu diesem Zeitpunkt größtenteils unter der Kontrolle der englischen Republik.

### Der Feldzug gegen Schottland
Die seit 1648 mit den Royalisten verbündeten Schotten hatten zwar bei Preston eine schwere Niederlage hinnehmen müssen, doch wurde der schottische Widerstand durch diese Schlacht nicht gebrochen. Deshalb kehrte Cromwell 1650 aus Irland zurück und organisierte einen Feldzug gegen Schottland. Dieser begann mit einem Sieg der parlamentarischen Truppen unter Cromwell und General Monck bei Dunbar. Mit mittelalterlichen Befestigungsanlagen versehene schottische Stützpunkte wie Edinburgh Castle und Stirling Castle gerieten schnell unter parlamentarische Kontrolle. In der Folgezeit wurden in schottischen Ortschaften wie Ayr, Perth und Leith Zitadellen erbaut, um die Herrschaft der englischen Republik durchzusetzen. Zu weiteren Konflikten kam es, als der 1650 in Schottland gelandete Karl II., Sohn Karls I., mit schottischen Truppen in England einfiel. Die parlamentarischen Truppen unter Cromwell stellten sich ihnen am 3. September bei Worcester, wo sie in einer offenen Feldschlacht über die Schotten siegten. Damit war auch der schottische Widerstand beseitigt.

## Charakter des Krieges

### Ausrüstung und Taktik
Die im Englischen Bürgerkrieg kämpfenden Heere unterschieden sich in ihrer Bewaffnung und Kampfweise kaum von denen des europäischen Festlands. Die Infanterie bestand zu über zwei Dritteln aus Musketenschützen, während es sich bei den restlichen Infanteristen um Pikeniere handelte. Die Reiterei bestand unter anderem aus Kürassieren und Arkebusierreitern. Hinzu kamen Dragoner, Infanteristen, die auf leichten Pferden ritten. In der Infanterie trugen lediglich einige Pikeniere eine Rüstung, die meist aus einem visierlosen Helm und einem Brust- und Rückenpanzer bestand. Eine derartige Rüstung wurde als harquebus armour auch von der Reiterei verwendet, doch trugen manche Kürassiere eine Plattenrüstung, die bis zu den Knien reichte. Ein Kuriosum stellte die Kürassiereinheit von Arthur Haselrig dar, deren Mitglieder ausnahmslos vollständige, rot gefärbte Plattenrüstungen trugen und die deshalb als London Lobsters („Londoner Hummer“) bekannt waren. Gebräuchlich war zudem ein verstärktes, aber zugleich flexibles Ledergewand (buff coat), das manche Soldaten unter oder anstatt einer Rüstung trugen. Ein solches Gewand war deutlich teurer als ein Brustpanzer, weshalb die alleinige Verwendung eines Brustpanzers häufiger war. Der Kopf wurde meist durch eine schlichte englische Variante der sogenannten Zischägge geschützt, die als pot bezeichnet wurde. Das Tragen von Uniformen war noch nicht allgemein üblich, auch wenn für die New Model Army eine durchgängige rote Uniformierung vorgesehen war. Aus logistischen Gründen ließ sich dies aber nicht realisieren, so dass sich viele parlamentarische Soldaten zur Erkennung im Gefecht ein rotes Stück Stoff umbanden. Die Royalisten wurden vor allem vom katholischen Frankreich mit Waffen beliefert, die über den Kanal nach Cornwall geschickt wurden. Die Niederlande produzierten in großem Umfang Waffen und Rüstungen, mit denen sie sowohl im Dreißigjährigen Krieg als auch im Englischen Bürgerkrieg sämtliche Kriegsparteien belieferten. Im Englischen Bürgerkrieg wurde vereinzelt der Langbogen zum letzten Mal von Engländern eingesetzt.

Die Gefechtsordnung in den Schlachten des Englischen Bürgerkriegs wies keine nennenswerte Unterschiede zu der in der Spätphase des Dreißigjährigen Kriegs üblichen Anordnung auf. Die Infanterieformationen wurden immer dünner und breiter, während zugleich der Anteil der im Zentrum postierten Pikeniere abnahm. Die Reiterei postierte sich an den Flanken des Heeres, das sich meist in bis zu drei Linien über das Schlachtfeld ausbreitete. Eine Besonderheit stellte die Tatsache dar, dass in den Feldschlachten des Englischen Bürgerkriegs kaum Gebrauch von Kanonen gemacht wurde. Trotzdem erzeugten die zahlreichen Musketen einen starken Pulverdampf, der oftmals im Kampfgetümmel für Verwirrung sorgte. Besonders gefürchtet war der von den schottischen Highlandern durchgeführte Scottish charge („schottischer Angriff“). Dabei feuerten die Highlander eine Salve ab, warfen dann ihre Musketen weg und zückten eine Nahkampfwaffe und einen Schild (Targe) zur Abwehr von Bajonetten. Durch den Pulverdampf ihrer Salve vor feindlicher Sicht geschützt, nahmen sie eine Keilformation ein und durchbrachen an einer Stelle die gegnerische Linie. Bei den meisten Kampfhandlungen des Englischen Bürgerkriegs handelte es sich um Belagerungen.

## Folgen
Zu den wichtigsten Auswirkungen des Bürgerkriegs gehörten der Sturz der Monarchie und die Gründung des Commonwealth of England. Mit der Hinrichtung Karl I. 1649 wurde erstmals in der englischen Geschichte ein regierender Monarch von seinen eigenen Untertanen vor Gericht gestellt und hingerichtet. Unter der Führung von Oliver Cromwell als Lord Protector wandelte sich England von einer Monarchie in eine Republik. Das Oberhaus wurde abgeschafft und die Macht in den Händen von Cromwell und dem Council of State konzentriert.
Während des Commonwealth gewann der Puritanismus an Bedeutung, und die Kirche von England wurde vorübergehend abgeschafft. Es kam zum Bildersturm, die religiösen Praktiken wurden vereinfacht und von vermeintlich katholischen Einflüssen befreit. Die Betonung der persönlichen Frömmigkeit und der individuellen Auslegung der heiligen Schriften gewann an Bedeutung. Auf gesellschaftlicher Ebene führte der Konflikt zu einem Zusammenbruch der traditionellen sozialen Strukturen und Hierarchien. Die Spaltung zwischen Parlamentariern und Royalisten ging oft quer durch die sozialen Schichten und führte zu Spannungen und Konflikten innerhalb der Gemeinschaften.

### Verluste
In allen drei Kriegen waren auf Seiten des Parlaments etwa 50.000 Opfer gefallen, während die Royalisten etwa 62.465 Tote zu beklagen hatten. Zusammen mit allen zivilen Opfern starben zwischen 1642 und 1652 etwa 250.000 Menschen.

## Forschung
Zum Englischen Bürgerkrieg gibt es eine äußerst intensive Forschungsgeschichte und verschiedene Interpretationslinien, die ihren Ursprung in den damaligen Konfliktparteien haben. Etwa zwei Drittel des Oberhauses und ein Drittel des Unterhauses standen auf der Seite des Königs, die Cavaliers (später die Tories) lebten von der Unterstützung der Grundbesitzeraristokratie. Die Rundköpfe (Whigs) lebten vom Überseehandel und anderer Wirtschaftstätigkeit auch in der Gentry.
Die klassische Whig-Interpretation ist die Puritanische Revolution (Henry Hallam, Thomas B. Macaulay, Samuel Rawson Gardiner) von Freiheitskämpfern und Puritanern gegen den königlichen Absolutismus, den die Stuarts zu errichten versuchten. Nach der Diktatur Cromwells fand die englische Verfassung wieder zurück in eine ausgeglichene Form, bis die jüngeren Stuarts dies erneut infrage stellten und die Glorreiche Revolution den Erfolg der Whigs sicherstellte. Eine alternative sozialgeschichtliche Sicht entwickelte erst der Sozialist R. H. Tawney in den Spuren von Francois Guizot sowie Karl Marx / Friedrich Engels. Im linksdemokratischen Lager genossen die als „frühkommunistisch“ interpretierten Diggers und die Levellers ein hohes Ansehen, die für ein gleiches Wahlrecht eingetreten waren, so in Deutschland bei Eduard Bernstein. Die Bürgerkriegsfraktion der Ranters ist historisch umstritten. Nach Tawney und Christopher Hill ging es weniger um Verfassung und Freiheit, sondern mehr um Eigentums- und Einflussfragen zwischen den sozialen Schichten. Nach James Harrington (1656) ist der Verschiebung in der balance of property eine in der balance of power gefolgt. Durch den frühkapitalistischen Wirtschaftsaufschwung habe die grundbesitzende Peerage ihr Übergewicht an Grund und Boden verloren, während die Gentry sowie eine bürgerliche Schicht dazugewonnen hatte. Als diese mehr politischen Einfluss forderten, kam es zum Bürgerkrieg. In der Gentry-Kontroverse der 1940er und 1950er Jahre wies aber Hugh Trevor-Roper darauf hin, dass nicht der Eigentumscharakter, sondern der Zugang zum Hof (court) für die politische Macht entscheidend war, was einem Teil der Peers, aber auch der Gentry zufiel. Wer nicht dazu gehörte, dem drohte der soziale Abstieg, was vor allem die Puritaner betraf, woraus die Country-Partei entstand. Dem Bewusstsein sein nach waren sie tiefkonservativ eingestellt, es war eine Revolution der Verzweifelten. Insgesamt hat die Diskussion ergeben, dass die sozialen Lagen sehr differenziert waren, sodass keine einheitlichen sozialen Gruppen entstehen konnten. Lawrence Stone analysierte mit Hilfe der Systemtheorie von Chalmers Johnson den Wohlstand der Aristokraten genauer, woraus sich ein Auf und Ab ergab, aber insgesamt das Gefühl einer fehlenden Unterstützung durch den König. Zu den weiteren Vorbedingungen der Revolution gehörten noch das königliche Scheitern in der Armee- und Verwaltungsreform, die weitere Ausbreitung des Puritanismus, der Vertrauensschwund in die Integrität der staatlichen und kirchlichen Würdenträger. Daraus musste aber noch nicht zwangsläufig eine Revolution erwachsen. Eine dritte große Linie, die der Tories, begründete bereits 1641 der Earl of Clarendon in seiner History of the Rebellion: Es habe eine Adelsrebellion gegeben, aus der aus zufälligen kontingenten Gründen eine Revolution erwachsen sei. Hauptgrund sei die Schwäche des Königs gewesen (weak and muddleheaded). Diese Deutung wurde wieder aufgenommen im Zuge der neokonservativen „Namierian revolution“, von G. R. Elton, Conrad Russell, dann von Kevin Sharpe und Mark Kishlansky fortgeführt. Die Vorherrschaft des Hochadels habe ununterbrochen weiter bestanden, dahinter standen ein klares Standesbewusstsein und ein stabiles Klientelsystem.
Eine politische Revolution sei nicht zwingend gewesen, aber im Zuge einer Radikalisierung in drei Stadien zustande gekommen: 1) Reformpolitik des Langen Parlamentes 1640/42; erster Bürgerkrieg 1642/46; zweiter Bürgerkrieg und Errichtung der Republik 1647/49. Treibend war anfangs die Country-Bewegung, in der sich das pure country (regional orientierte Eliten) und das official country (vom Zugang zum Hof ausgeschlossene Eliten) zusammen taten, um sich gegen den königlichen Absolutismus zu wehren. Als das nicht funktionierte, ging die Allianz in die Offensive und zwang den König zu den Reformgesetzen, die dessen eigene Unterschrift trugen. Doch mit der Radikalisierung begann der Zerfall des Bündnisses, eine Königs- und Hofpartei entstand. Eine Rolle spielten auch die drohende Abschaffung der anglikanischen Bischofsverfassung und der wachsende Druck der Straße in London, die außerparlamentarische Öffentlichkeit. Die Aufteilung folgte nicht ökonomischen Kriterien, sondern eher nach Alter und Mentalität (Douglas Brunton/D. H. Pennington, 1954).